# Dalibor Pandza
Dalibor Pandza, född 23 mars 1991 i Sarajevo, Jugoslavien, är en bosnisk fotbollsspelare. 
Pandza påbörjade sin karriär i FK Sarajevo men han fick 2009 kontrakt med Dinamo Zagreb. Han har även spelat för bland annat Zvijezda Gradačac och NK Lokomotiva.